# Le Dernier Message
Le Dernier Message est un roman policier de Nicolas Beuglet paru en 2021.
Une enquêtrice recherche le meurtrier d'un homme qui a été mutilé puis excérébré,. Elle découvrira les activités de l'organisation criminelle « Olympe ».

## Résumé
Quand le récit commence, Grace Campbell est une policière écossaise qui a été mise à l'écart à la suite d'une erreur professionnelle commise un an auparavant,,. 
Un meurtre vient d'être commis dans l'abbaye d'Iona située sur l'île d'Iona, à l'ouest de l'Écosse. Le monastère ne comprend qu'une demi-douzaine de moines. La victime, Anton Weisac (dont on découvrira plus tard qu'il s'agit de l'anagramme d'Isaac Newton) est un homme qui a trouvé refuge dans le monastère depuis quelques mois. Tous les moines sont suspects puisque le meurtre n'a pu être commis que par l'un d'eux. À la surprise de Grace, Anton Weisac, mutilé et excérébré, n'a aucune existence légale : on ne retrouve sa trace sur aucun fichier et ses empreintes digitales ne donnent aucun résultat.
La découverte d'un local secret dans lequel la victime avait entreposé du matériel de recherche et ses archives montre qu'elle s'intéressait à des questions d'astronomie, et notamment au fond diffus cosmologique. L'audition des moines permet aussi de savoir que la victime a reçu la visite d'un homme mystérieux qui pourrait bien être le tueur.
La poursuite de l'enquête mène Grace à s'intéresser à une grotte mystérieuse située à 300 km de là, toujours en Écosse, où elle découvre le repaire secret d'une organisation, « Olympe », qui y a entreposé plusieurs milliers de cercueils. Elle est sauvée de la mort par une agente de la DIA, Naïs. Les deux femmes s'allient pour rechercher Neil Steinabert, un second homme poursuivi par Olympe. À la recherche de Neil Steinabert (dont on découvrira plus tard qu'il s'agit de l'anagramme d'Albert Einstein), leur enquête les mène jusqu'à Nuuk puis au village de Kapisillit, au Groenland, où elles se retrouvent l'assassin d'Anton Weisac (il est le fils du consul des États-Unis en Écosse). Grace et Naïs tentent de retrouver Neil avant le tueur.

## Publications
- Nicolas Beuglet, Le Dernier Message, XO Éditions, 2020 (EAN 978-2-374-48213-2)
- Nicolas Beuglet, Le Dernier Message, Pocket, 2021 (EAN 978-2-266-31619-4) Format poche[4]